# Swartz
Swartz és una població dels Estats Units a l'estat de Louisiana. Segons el cens del 2000 tenia 4.247 habitants.

## Demografia
Segons el cens del 2000, Swartz tenia 4.247 habitants, 1.557 habitatges, i 1.250 famílies. La densitat de població era de 121,6 habitants/km².
Dels 1.557 habitatges en un 41,6% hi vivien nens de menys de 18 anys, en un 66,5% hi vivien parelles casades, en un 10,6% dones solteres, i en un 19,7% no eren unitats familiars. En el 16,5% dels habitatges hi vivien persones soles el 5% de les quals corresponia a persones de 65 anys o més que vivien soles. El nombre mitjà de persones vivint en cada habitatge era de 2,73 i el nombre mitjà de persones que vivien en cada família era de 3,06.
Per edats la població es repartia de la següent manera: un 28,1% tenia menys de 18 anys, un 10,8% entre 18 i 24, un 30,9% entre 25 i 44, un 21,9% de 45 a 60 i un 8,4% 65 anys o més.
L'edat mediana era de 32 anys. Per cada 100 dones de 18 o més anys hi havia 89,9 homes.
La renda mediana per habitatge era de 42.645 $ i la renda mediana per família de 50.682 $. Els homes tenien una renda mediana de 32.006 $ mentre que les dones 25.305 $. La renda per capita de la població era de 17.058 $. Entorn del 5,9% de les famílies i el 8,3% de la població estaven per davall del llindar de pobresa.

## Poblacions més properes
El següent diagrama mostra les poblacions més properes.